# Almási Benjámin
Almási Benjámin (17.–18. század) erdélyi református lelkész.

## Élete és fennmaradt művei
A Rákóczi-szabadságharc alatt, 1706 elején Szappanos Mihály mezei lovasregimentjének prédikátora volt, 1707 tavaszán pedig a dési református egyházközség iskolamestere. Amikor 1707. március 26–27-én II. Rákóczi Ferenc útban a marosvásárhelyi országgyűlésre, megszállt Désen, Almási két latin nyelvű üdvözlő verset írt és adott át neki. Az egyikben a költő felkéri a múzsákat, hogy köszöntsék a fejedelmet, mire Klió hosszú életet, Kalliopé győzelmeket, Melpomené jó szerencsét, Thaleia kedvező sorsot, Erató hírnevének gyarapodását, Uránia ellenségei meghátrálását, Terpszikhoré hadseregének hűségét, Euterpé dicsőséget, Polühümnia bőséget kíván neki. A másik vers érdekessége, hogy a sorok kezdőbetűi háromszor adják ki a Franciscus Racoci Vivat szöveget. Az Aggratulatoria Serenissimo FRANCISCO II. Del Gratia Sacri Romani Imperii & electo Tranniae Principe RACOCI, Siculorum Comite, & Patrium Regni Hungariae Dno, & et pro Libertate Regni Hungáriae Confoederatorum Hungarorum Duce, Comite perpetuo de Sáros etc. etc. Deesiaces Lares petente, a Novem Musis Omine fausto Boniamine Almási Rectore Scholae Deesiacae Tibiam madulante Ao 1707. Die 26 Martii, decantata című kézirat Ráday Pál irataival együtt a Ráday-könyvtárba került, ahonnan ismeretlen módon jutott Ernst Lajos gyűjteményébe; az Ernst Múzeum árverésén pedig a Debreceni Református Kollégium könyvtára vette meg.
1708-ban Utrechtben református teológiát tanult. Itt jelent meg disputációja a négy különböző szerző által írt Disputatio Historica Elementorum Históriae Ecclesiasticae Veteris Testamenti harmadik részeként.

## Tévesen hozzá kapcsolt adatok
Bod Péter szerint a gyulafehérvári kollégium diákja volt. Amikor William Paget, Anglia konstantinápolyi követe 1700-ban Erdélyen keresztül hazájába visszatért, kért egy tanulót, hogy magával vigye Angliába, ott saját költségén taníttassa, és aztán visszaküldje hazájába. Kapusi Sámuel professzor Almási Benjamint ajánlotta, aki Angliában folytatott tanulmányai után vissza is tért Erdélybe, de „zürzavaros elméjű s tudományával keveset használható emberré lőn." Ezt az információt több mű is átvette, mígnem Gömöri György 1986-ban megjelent cikkében be nem bizonyította, hogy Lord Paget pártfogoltja nem Almási Benjámin, hanem Almási István volt.
1718-ban megjelent egy azonos nevű szerző latin nyelvű költeménye a Szathmár-Némethi Sámuel kolozsvári református tanár halálára írt beszéd mellett. Szinnyei József azonosnak tartja a szerzőt a Bod Péter által említettel, későbbi kutatók ezt azonban nem látják bizonyítottnak.